# Tadeusz Skarżyński
Tadeusz Feliks Skarżyński (ps. „Malarski”, „Farbiarz”, „Bończa”; ur. 1 marca 1915, zm. 9 czerwca 1997) – inżynier elektryk, członek ONR, żołnierz NSZ.

## Życiorys
Uczył się w Państwowym Gimnazjum im. Stefana Batorego w Warszawie. Ukończył w 1933 Gimnazjum i Liceum im. Sułkowskich w Rydzynie niedaleko Leszna. Następnie podjął studia na Wydziale Elektrycznym Politechniki Warszawskiej, które ukończył w 1939 (dyplom magistra inżyniera uzyskał w 1948). Podczas studiów był wiceprzewodniczącym „Bratniej Pomocy”. Należał do korporacji akademickiej „Arkonia” oraz ONR.
W czasie II wojny światowej należał do Związku Jaszczurczego oraz NSZ, gdzie od 1944 był adiutantem komendanta głównego Zygmunta Broniewskiego. Uczestniczył też w pracach Służby Cywilnej Narodu, gdzie pod koniec wojny został sekretarzem generalnym.
Na początku 1945 został aresztowany w Krakowie przez NKWD. Wywieziono go na Syberię, a następnie trafił do Kazachstanu. Po powrocie do Polski w lipcu 1946 osiadł w Gdańsku, a potem Elblągu. Tutaj – po oskarżeniu o sabotaż – aresztowano go w 1949. Rozpoczął współpracę z UB (pseudonim „Feliks”, „F”), która trwała do 1970.
W 1950 zamieszkał w Warszawie. Został sekretarzem generalnym Stowarzyszenia Elektryków Polskich (1958–1962 oraz 1981–1984, wchodził też w skład Prezydium Zarządu tej organizacji). Był także dyrektorem Biura Badawczego ds. Jakości SEP. Od 1982 do 1984 sprawował obowiązki zastępcy sekretarza generalnego Naczelnej Organizacji Technicznej. Zasiadał w jej Radzie Głównej. Był jednym z inicjatorów „Słownika biograficznego techników polskich”.